# Kina v Brně
Kina v Brně mají počátek na přelomu 19. a 20. století. Kočovné kinematografy navštěvovaly Brno od roku 1896. První stabilní sály se datují do let 1906 a 1907. První stálé kino zde bylo otevřeno v roce 1915.

## Návštěvy kočovných kinematografů
První kinematografické představení v Brně předvedl Albert Schiller z Vídně 9. srpna 1896, půl roku po prvním filmovém představení na světě, pořádaném bratry Augustem a Louisem Lumièrovými v kavárně Grand Café v Paříži. Pro velký zájem se promítalo až do 23. srpna. Prvními promítanými filmy byly: Skotský tanec, Hasiči zachraňují obyvatele domu, Scéna u holiče, Deštníkové duo, Scéna na pláži, Vesnická kovárna, Turecký tanec a první filmové drama Poprava Marie Stuartovny. První česky psaná recenze vyšla v Moravských novinách a v Moravské orlici dne 3. srpna 1896.
Na podzim 1896 do Brna zavítal kinematograf bratří Peterů a později zde hostoval ještě několikrát. Při jednom z představení promítali Peterové i své vlastní filmy natočené v Brně – Jízda elektrickou pouliční dráhou, U městského divadla, Na velkém náměstí aj.
Dalšími kočovnými kinematografy navštěvujícími Brno byly:
- Heinrich Pegan z Terstu (se svým Entreprises Cinématographe Lumiére),
- Divadlo pohyblivých obrázků z Kroměříže Dominika Nováka,
- Emil Gotlieb z kinematografického divadla Homese Freye ve Vídni (v brněnském Varieté působil v červnu 1906),
- Hermann Ziebel z Berlína s tzv. Mořským divadlem (v říjnu 1906 se usadil vedle Jezuitského kostela),
- The Royal Elektro Biograph (v závěru roku 1906 byla na Dominikánském náměstí odhalena tato atrakce s parní lokomotivou Heinricha Hirdta z Bavorska, která sloužila k vyrábění el. proudu),
- Théatre Électrique Karla Lifky ze Žatce (v květnu roku 1907 se na veletrhu objevil velký stan pro tisíce diváků, uvnitř kina byly varhany, které nahrazovaly čtyřicet hudebníků).

## První stálá kina
The Royal Bio Co. vzniklo roku 1906 na tehdejším Doretově dvoře.
The Empire Bio Co bylo prvním stálým kinem. Bylo slavnostně otevřeno na Velkém náměstí (náměstí Svobody) 8. června 1907. Podle dochovaných informací to byl nejelegantnější podnik svého druhu v tehdejším Rakousku, s 323 sedadly. Kino bylo později několikrát přestavěno a přejmenováno, nejdříve na kino Centrál, pak Úderka.
Brněnské biografické divadlo s 396 sedadly vzniklo na Dornychu. Provoz byl zahájen 29. prosince 1908. Později neslo názvy Brněnský biograf, kino Edison, Viktoria. Za druhé světové války bylo bombou zničeno.
Kino Urania na Josefově ulici (dnešní Bratislavská 32) bylo otevřeno 9. září 1910. Postaveno bylo podle návrhu Jana Süsse kavárníkem Blümsreiderem. Díky rozměrům a 484 sedadlům se stalo největším kinem v Brně. Později se nazývalo Oránia. Během války bylo poškozeno a budova byla adaptována pro Divadlo Radost.
Cinéma Élestricque zřídil roku 1911 Bernold Břečka. Kino se později přestěhovalo na Mojmírovo náměstí, odtud poté na Palackého ulici s názvem Elektrické divadlo. Po 1. světové válce dostalo název Union a po 2. světové válce jméno Oko. Po přestavbě v roce 1970 získalo název Morava.
V Brně v té době působila ještě další kina.

## Současná kina

### Kino Lucerna
Biograf Aladin, od roku 1917 dodnes Kino Lucerna, je druhým nejstarším, dosud existujícím kinem na území České republiky. Bylo otevřeno 29. května 1915. Postavil jej na svém pozemku Žabovřeskách, v Minské ulici číslo popisné 11, zednický mistr Bartoloměj Novák, který o licenci společně se svou manželkou Perpetuou zažádal v říjnu 1913. Po průtazích dostali 19. července 1914 stavební povolení a stavba byla zahájena. Kolaudace proběhla den před prvním promítáním, 28. května 1915.
Při otevření mělo 192 sedadel a strojovnu na plynový pohon s dynamem, protože Žabovřesky tenkrát ještě neměly zavedenou elektřinu. Vedoucím byl majitel Bartoloměj Novák, promítačem Jiljí Klement. V dubnu roku 1916 byl na základě opakovaných udání provoz kina zakázán. Funkci promítače převzal nakrátko Eduard Homala. 3. listopadu 1916 majitel kina narukoval na frontu a už se z ní nevrátil.
Správcem kina byl ustanoven Jindřich Súček. Jeho žena Kamila kino koupila a 14. prosince 1917 získala licenci. Kino bylo následně přejmenováno na Lucernu a provoz zahájen 22. prosince. V dubnu 1917 bylo kino rozšířeno, počet sedadel stoupl na 334 v zimě a na 340 v létě (v zimě byly místo 6 sedadel kamna). V listopadu roku 1920 licence vypršela a navzdory přání Súčkových nebyla obnovena.
Licenci pak získal spolek Středoškolské mensy v Brně společně se Studentskou klinikou v Brně. Došlo k dalším rozšířením kina a rekonstrukci. 28. března 1928 Lucernu postihl požár – vzňal se celuloidový film. Promítač byl lehce popálen, avšak 200 lidí opustilo kino v pořádku. Lucerna byla nucena opatřit si protipožární stavební ochranu, ale kvůli vysoké ceně požádala o výjimku, která jí nakonec byla udělena. 
Rok 1931 byl počátkem zvukového filmu a pianista byl vyměněn za gramofon. Roku 1933 bylo kino opatřeno radiátory. V létě roku 1935 došlo k přestavbě suchých záchodů a vytvoření dvaceti lóží a po roce 1948 došlo k výměně sedadel. Roku 1967 byla sedadla vyvýšena a jejich počet se zredukoval na 262. Roku 1975 došlo na výměnu promítacích strojů. Před Vánoci roku 1980 bylo kino uzavřeno z důvodu celkové rekonstrukce. Rok na to se kino mohlo pochlubit širokoúhlým plátnem, novým ústředním topením a zvýšenou části zadních sedadel. V roce 1982 jako první v Československu promítalo tzv. „abonentní cykly“ a pro „náročného diváka“.
Roku 1994 převzal kino nový majitel – Městská část Brno-Žabovřesky a pověřila Bontonfilm jeho správou. Do roku 2004 se pronájem ještě dvakrát změnil, posledním nájemcem je společnost Biograf s. r. o. pana Peprného.

### Kino Art
Biograf Art měl už od svého počátku profilovou dramaturgii a tím se od ostatních biografů v Brně výrazně lišil. Byl otevřen 24. března 1919 pod názvem Jugendkino jako 21. brněnský biograf. Založil ho německý spolek Mährischer Gewerbeverein na Cihlářské 19. Hrálo se zde tři roky bez licence. Všechny filmy byly mládeži přístupné, promítalo se dvakrát v týdnu pro německé školáky. Výsledek kina byl ztrátový.
Při obnovování licence roku 1930 vznesli Češi požadavek na oboujazyčnost titulků, doprovodného slova, nápisů… Došlo také k tahanicím o název kina, které skončily neutrálním názvem Kino. Roku 1936 se z Kina stalo Studio a došlo i na změnu repertoáru. Další přejmenování roku 1948 obsah promítání plně vystihovalo – Kino náročného diváka. Od roku 1968 má název kino Art.
Roku 1973 se propadla podlaha a kino zůstalo zavřené. Po náročné rekonstrukci Art obnovil svou činnost 2. srpna 1991.

### Kino Scala
Kino zahájilo svůj provoz 28. prosince 1929 pod názvem Bio Dopz (zkratka Družstva obchodních a průmyslových zaměstnanců) a původně mělo 800 sedadel. Roku 1931 se počet sedadel navýšil na 1012 a název byl změněn na Bio Scala. Brzy po konci německé okupace (1945) dostalo kino nový název – Moskva. Po dvojí adaptaci s moderním vybavením byl počet sedadel snížen na 478. V 80. letech bylo kino Moskva premiérovým kinem a řadilo se mezi nejmodernější v Brně. Kino se dočkalo ozvučení ve formátu Dolby Stereo SR. Po Sametové revoluci bylo kinu vráceno dřívější jméno Scala. Po otevření multikin však začal být provoz kina ztrátový a tak kino 22. prosince 2011 dopoledním promítáním pro školy ukončilo provoz coby městské kino.
Provoz kina byl obnoven 14. října 2013. Převzala jej Masarykova univerzita a provozovala jej jako Univerzitní kino Scala. V roce 2023 však byly při stavebně-technickém průzkumu zjištěny závažné závady na konstrukci zastřešení objektu, takže hlavní sál kina musel být v létě toho roku uzavřen. Od září 2023 funguje kino v provizorním provozu, projekce byly zpočátku pořádány v kavárně umístěné v budově, v září 2024 vzniklo ve spodním foyer alternativní kino Scalka pro 50 diváků.

### Cinema City Velký Špalíček
Cinema City Velký Špalíček je první multikino na území Brna. Otevřeno bylo 1. září 2001, má 7 kinosálů, které jsou vybaveny zvukovým systémem Dolby Digital. Otevření multikina (původně Ster Century, od roku 2002 Palace Cinemas, od roku 2011 Cinema City) vedlo k zániku řady menších brněnských kin.

### Kino CIT
V prostoru Galerie TIC v Radnické ulici funguje ve spolupráci s Kinem Art malé klubové Kino CIT.

## Zaniklá kina

### Kino Beseda
Od listopadu 1919 uvažoval Místní výbor městské části Brno-Slatina o provozu kina, které mělo fungovat v sále místního hostince. Stavební družstvo tedy požádalo o povolení a dva roky poté koupilo první promítací přístroj a uzavřelo smlouvu s Místním výborem o provozu kina. Do roku 1925 se hrálo každé dva dny. Ale již 2. března 1925 byl provoz z finančních důvodů zastaven.
Během roku 1929 vzniká projekt nové budovy za cenu do 180 00 Kč na místním letním cvičišti. Je zvolen i název Beseda. Stavba byla zadána staviteli Janu Hrůzovi z Líšně. V následujících letech se znovu objevily finanční problémy a stav budovy také nebyl ideální, plánovalo se uzavření. Roku 1934 přišlo krátkodobé zlepšení, ale rok na to byly finanční problémy zpět. Kinoodbor se tedy rozhodl na své vlastní náklady zakoupit zvukovou aparaturu a tím se situace konečně zlepšila.
Za protektorátu byl stanoven limit promítání. Kino mohlo promítat 60 filmů německých a 40 mohlo být jiných. Došlo k různým renovacím, byla pořízena kamna za 5000 Kč, v červenci 1940 je opravena kanalizace a zvuková aparatura. V roce 1941 se činnost kina zastavila, nesmělo se topit.
Po válce bylo kino znovu otevřeno. Roku 1946 byl zakoupen nový promítací stroj. Do června 1948 bylo během 14 programů promítnuto 77 filmů plus dalších 60 při jiných akcích a besedách.
Po listopadu 1989 bylo kino zestátněno, poté ho vlastnila firma Moravia. V důsledku silné konkurence ukončilo kino roku 2002 svoji činnost a postupně začalo chátrat.
10. června 2003 došlo k smlouvě o pronájmu části pozemku, tedy budovy Besedy, panu Vítu Šťastnému. Postupně proběhla rekonstrukce a kino Beseda pak fungovalo s podtitulem Cinema Cafe & Music Pub. Filmové projekce zde nějakou dobu pokračovaly a Beseda fungovala jako kinokavárna. Později však ukončila činnost.

### Kino Kapitol
Sídlil v podzemí v budově paláce Kapitol (palác Morava) a původně měl 799 sedadel. V letech 1912–1928 se jmenoval Elite kino, poté kino Kapitol. Po okupaci byl název změněn na Družba a počet sedadel byl snížen na 450. Po Sametové revoluci se kino vrátilo k původnímu názvu Kapitol a bylo vybaveno zvukovým systémem Dolby Stereo. V důsledku silné konkurence ukončilo kino roku 2003 svoji činnost. Dnes je v jeho prostorách čajovna Utopia.

### Kino Radost
Někdejší kino Radost vzniklo tak, že se do budovy na nároží Cejlu, Valchy a Barvířské, která do té doby sloužila jako tělocvična a tržiště, v roce 1926 nastěhovalo kino z Doretova dvora, který stával v místech dnešního paláce Morava na Malinovského náměstí č. 4. V 30. letech se toto kino nazývalo Excelsion nebo taky Varieté. Od roku 1940 Radio a od roku 1948 Radost. Hrálo se zde do konce 80. let, poté zde působila taneční škola. Dnes zde je Squash Radost.
Bylo prvním kinem, kde se promítalo na širokém plátně, a také prvním místem promítání filmu o atentátu na Heydricha. Na průčelí budovy bývala až do roku 1990 umístěna deska, na které stálo: „Tato budova byla jedním ze středisek revolučního dělnického hnutí na Brněnsku. Dne 12. prosince 1920 zde byla vyhlášena důvěrníky marxistické levice generální stávka na Moravě.“

### Kino Universum
Kino Universum sídlilo na dnešní Lidické ulici v domě číslo 14–16. V roce 1918 bylo prvním česky hrajícím kinem v Brně. Bylo také kinem premiérovým a na všech plakátech hlásalo, že je 1. zvukové kino v Brně. Později přišlo přejmenování na Metro a poté Morava. Definitivně zaniklo roku 1950 a stalo se z něj Divadlo bratří Mrštíků, dnešní Městské divadlo Brno.

### Další zaniklá kina
- Grand kino Moravia (1912–1921)
- Kinokavárna Boby
- Kinokavárna Rio

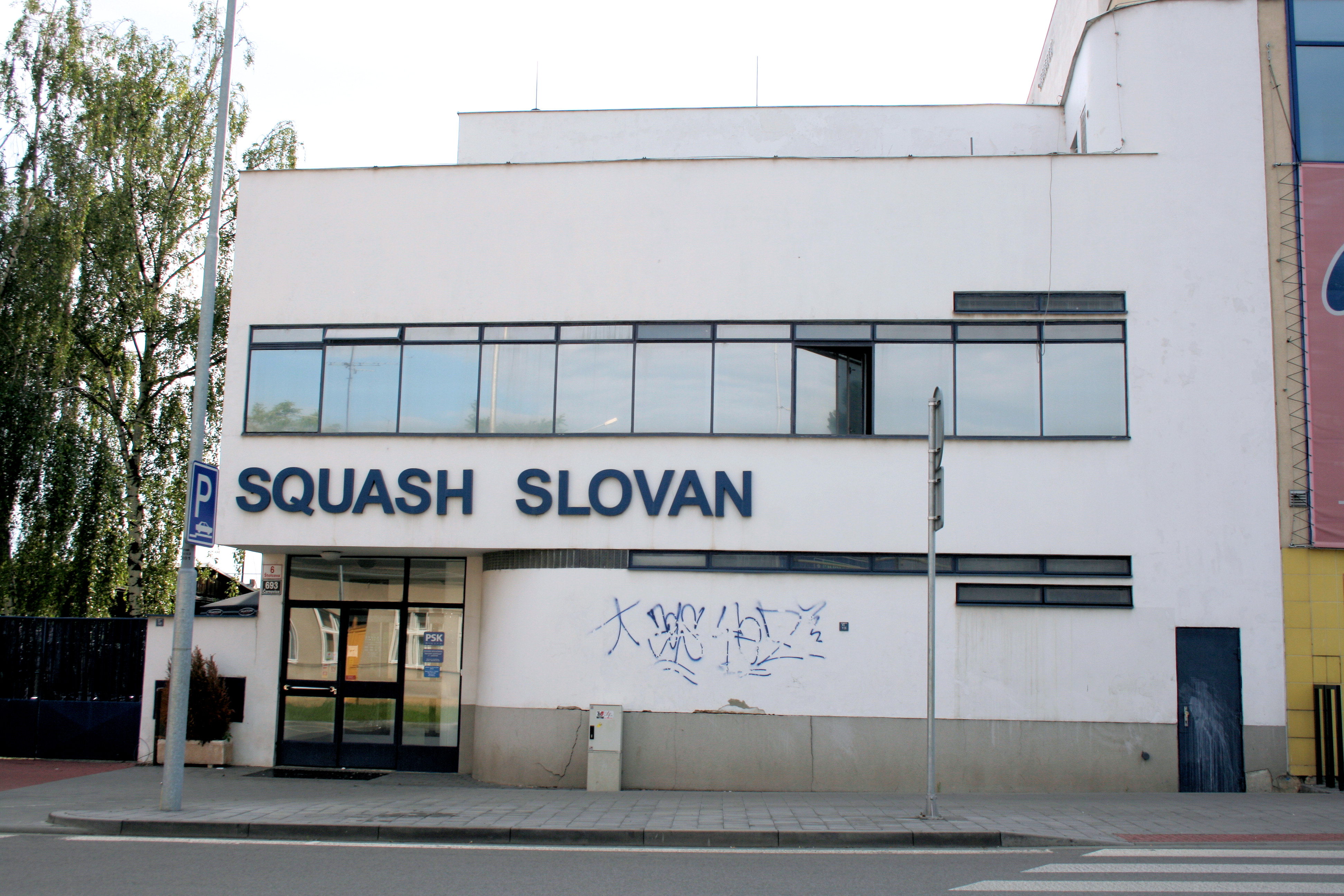
Squash Slovan, bývalé Kino Avia

- Kino Alfa ve stejnojmenné pasáži (ukončilo činnost roku 2003)
- Kino Avia v Černovicích (později Slovan, dnes Squash Slovan)
- Kino Čas na Nádražní ulici naproti hlavnímu nádraží (s nepřetržitým provozem opakovaného programu několika krátkých filmů)
- Kino Dukla (1929–1951)
- Kino Edison (1908–1945)
- Kino Excelsior (1919–1946)
- Kino Sport (1921–1970)
- Kino Orania (od roku 1910, dnes divadlo Radost)
- Kino Dělnický dům (1912–1913)
- Kino Ideál (1917–1921)
- Kino Jadran v Králově Poli
- Kino Jalta
- Kino Jas v Husovicích
- Kino Květen (1911–1949)
- Kino Lípa (1911–1973)
- Kino Mír (dříve Ponrepo) na Hybešově ulici (ukončilo činnost roku 1991)
- Kino Morava v Králově Poli (ukončilo činnost roku 2004)
- Kino Slavia
- Kino Svratka v Jundrově (ukončilo činnost k 1. září 2006)[12]
- Kino Svět v Líšni (ukončilo činnost roku 2003)
- Kino Světozor v Židenicích (ukončilo činnost začátkem 90. let)
- Kino Svoboda (1911–1962)
- Kino Úderka na náměstí Svobody
- Kino Vlast v Komárově
- Lido Bio (1912–1930)
- Lidové kino (1912–1923)
- Premiéra Club
- Kino Sibiř (60.–70. léta) Husovice – Dukelská ulice

…a další

## Letní kina
Významnou kapitolou brněnských kin jsou i letní kina. Jejich historie sahá minimálně do 20. let dvacátého století, kdy promítalo letní kino na stadionu Sokola Brno I na Kounicově ulici. V současné době v Brně promítají letní kina na více než 20 různých místech. Mezi nejznámější tradiční brněnská letní kina patří: 
- Letní kino na dvoře Městského divadla Brno
- Letní kino na Špilberku
- Letní kino na nádvoří radnice městské části Brno-střed
- Scalní letňák
- Letní kino na dvoře Dělnického domu v Židenicích

…a další